# Rèn luyện sức mạnh

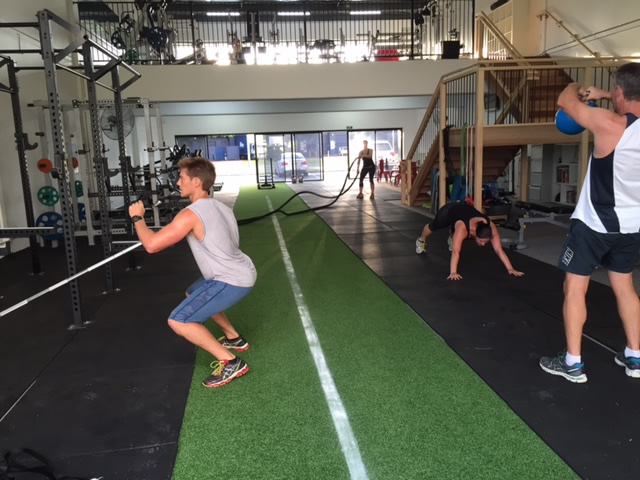
Phòng thể dục là nơi luyện tập nhiều hình thức rèn luyện sức mạnh khác nhau.

Rèn luyện sức mạnh hay rèn luyện thể lực (tiếng Anh: strength training) đề cập đến việc thực hiện các bài tập thể chất được thiết kế để cải thiện sức mạnh và sức bền. Nó thường liên quan đến việc nâng tạ.

## Tác dụng
Tác dụng của việc rèn luyện sức mạnh bao gồm tăng sức mạnh cơ bắp, cải thiện trương lực và vẻ ngoài của cơ, tăng sức bền, sức khỏe tim mạch và tăng cường mật độ xương.